# Euphyia symmolpa
Euphyia symmolpa là một loài bướm đêm trong họ Geometridae.